# Pédagogie universelle
 (avril 2025).

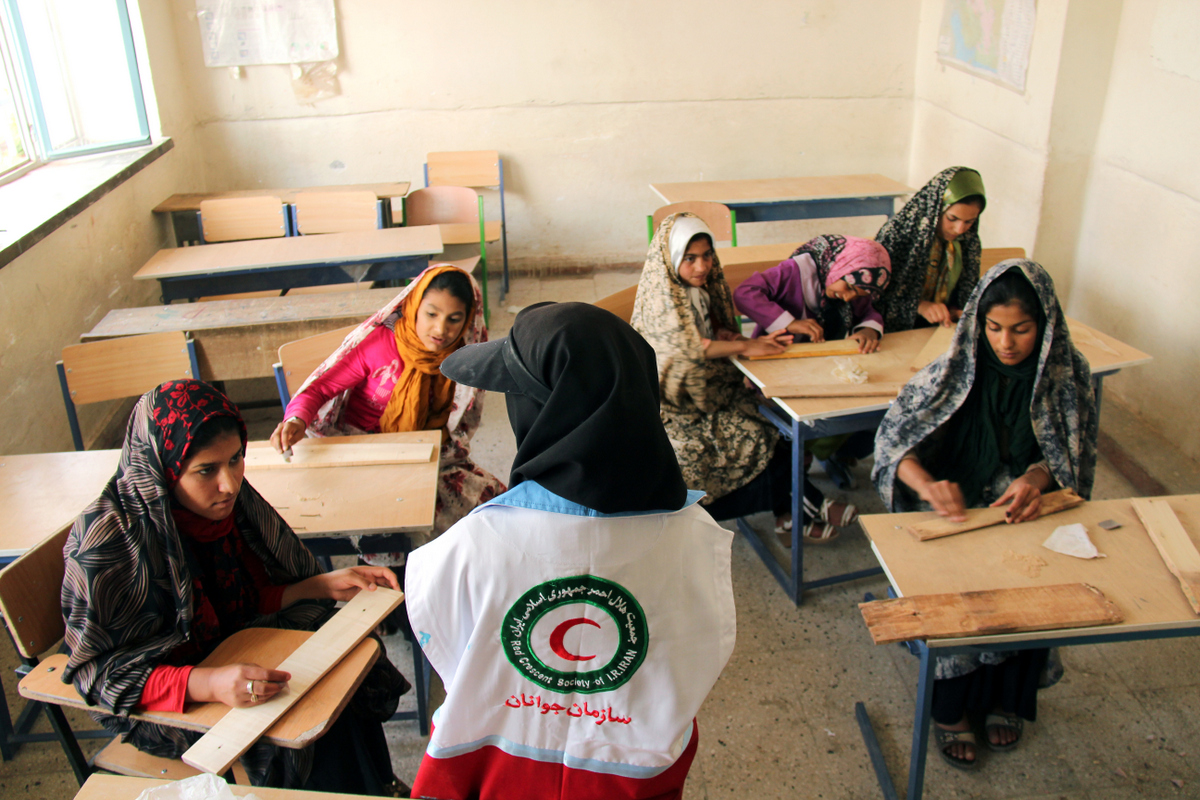
10e camp d'étudiants Crescent de l'Université de Nishapur

La pédagogie universelle est un concept théorique dans les sciences de l'éducation.

## Description
La pédagogie universelle est une reconnaissance de l'inclusion scolaire à tous les élèves. Cependant, ce concept n'est pas tout à fait maitrisé et demeure incertain au niveau de son application. Ce type de pédagogie est une réponse à l'hétérogénéisation croissante des types d'élèves dans les milieux scolaires.